# جولای فین
جولای فین (نام علمی: Ploceus megarhynchus) نام یک گونه از سرده جولاها است.